# 울산 학성고 FC
울산학성고FC는 울산광역시에 위치한 under-18팀 유형의 축구단이다. 학성고등학교의 축구부원으로 구성되어 있으며, 2021년부터 울산시민축구단의 U-18팀으로 활약 중이다.

## 참고 문헌
- “KFA 통합경기정보 시스템”. 대한축구협회.

## 같이 보기
- 학성고등학교